# Ферредоксин—НАДФ(+) редуктаза
Ферредоксин-НАДФ+-редуктаза, сокращенно ФНР, фермент из класса оксидоредуктаз, катализирующий реакцию восстановления НАДФ+, используя в качестве донора электронов ферредоксин.
Три необходимых субстрата для этого фермента это восстановленный ферредоксин, НАДФ+ и Н+. Продукты которые образуются в ходе реакции: окисленный ферредоксин и НАДФН. У фермента есть флавиновый кофактор — ФАД.
Фермент принадлежит к семейству оксидоредуктаз, которые используют железо-серные белки в качестве доноров электронов и НАД+ или НАДФ+ в качестве акцепторов электронов.
Участвует в процессе фотосинтеза.

## Номенклатура
Систематическое название этого класса ферментов ферредоксин:НАДФ+ оксидоредуктазы. Другие часто использующиеся названия:
- адреноксин редуктаза,
- ферредоксин-НАДФ+ редуктаза,
- ферредоксин-НАДФ+ оксидоредуктаза

## Механизм
Во время работы электрон-транспортной цепи фотосинтеза происходит перенос электронов от молекулы воды к одноэлектронному белковому переносчику -  ферредоксину. Ферредоксин:НАДФ+-редуктаза затем обеспечивает перенос электронов от каждой из двух молекул ферредоксина на одну молекулу двухэлектронного низкомолекулярного переносчика - НАДФ+. ФНР использует ФАД, который может существовать в трёх различных состояниях: полностью окисленном, семихинонном с одним акцептированным электроном и полностью восстановленном состоянии (после акцепции двух электронов).
Механизм катализа ФНР хорошо может быть описан в рамках модели индуцированного катализа. Связывание ферредоксина ферментом ведет к образованию водородной связи между остатком глутамата (Е312) и сериновым остатком (С96) в активном сайте. Остаток глутамата высоко консервативен, поскольку он стабилизирует семихинонную форму ФАД и является донором/акцептором протонов в реакции. Лимитирующей стадией всей реакции являет уход из активного центра первой окисленной молекулы ферредоксина, после одноэлектронного восстановления ФАД. Эта стадия ингибируется высокими концентрациями окисленного ферредоксина и активируется присутствием в среде НАДФ+. Связывание с НАДФ+ снижает сродство фермента к ферредоксину.
Фермент также ускоряет обратную реакцию в ходе которой обраузется восстановленный ферредоксин, который может быть использован в различных биосинтетических путях. У некоторых бактерий и водорослей имеется форма фермента, использующая в качестве одноэлектронного переносчика флаводоксин вместо ферредоксина.

## Структура
Растительная ферредоксин-НАДФ(+)-редуктаза имеет два структурных домена. Первый домен представлен антипараллельным β-цилиндром на N-конце белка с сайтом связывания ФАД. Второй домен на C-конце белка включает несколько α-спираль и β-лист структуру, связывающую НАДФ+. Активный центр фермента располагается на стыке между двумя доменами.
Связывание фермента с мембраной тилакоида обеспечивает полипролиновая спираль II типа, образующаяся между двумя мономерами ФНР. Со стороны мембраны в связывании ФНР принимают участие несколько богатых пролином интегральных  белков.
По состоянию на конец 2007 года, определены 54 структуры ферментов для этого класса с кодами доступа в PDB.

## Функция
Ферредоксин-НАДФ(+)-редуктаза является последним ферментом в цепи переноса электронов в ходе фотосинтеза от фотосистемы I к НАДФН. НАДФН используется в качестве восстановительного эквивалента в реакциях цикла Кальвина. Перенос электрона от ферредоксина к НАДФН происходит только на свету отчасти потому, что активность ФНР ингибируется в темноте. У нефотосинтетических организмов ФНР, в первую очередь, работает в обратном направлении, чтобы обеспечить восстановленным ферредоксином различные метаболические пути. Эти пути включают азотофиксацию, биосинтез терпеноидов, метаболизм стероидов, ответ на окислительный стресс и биогенез железо–серных белков.
ФНР - это водорастворимый белок, который обнаруживается в свободном виде в строме хлоропласта и встроенным в мембрану тилакоида. Это связывание происходит с противоположной стороны от активного центра фермента и, скорее всего, не влияет на структуру активного центра и не имеет значительного влияния на ферментативную активность. Когда он связан с мембраной тилакоида, то существует в виде димера, но когда фермент находится в строме, то в качестве мономера. Скорость связывания ФНР с интегральными мембранными белками на тилакоидной мембране увеличивается в кислой среде, поэтому связывание ФНР с тилакоидной мембраной может быть способом хранения и стабилизации фермента в темноте, когда фотосинтеза не происходит. рН стромы хлоропластов колеблется от слегка кислого в темноте к более щелочному на свету. Таким образом, в темноте больше ФНР будет связываться с тилакоидной мембраной, а на свету больше ФНР будет диссоциировано и в свободном виде находиться в строме.

## Эволюция
Ферредоксин-НАДФ(+)-редуктазы присутствуют во многих организмах, включая растения, бактерии, митохондрии эукариот. Однако, эти белки относятся к двум несвязанным семействам и являются примером конвергентной эволюции. ФНР растительного типа включают пластидные ФНР растений и бактериальные ФНР. ФНР глутатион-редуктазного типа встречаются в митохондриях эукариот.
В семействе растительных ФНР селективное эволюционное давление привело к различиям в каталитической эффективности у фотосинтезирующих и нефотосинтезирующих организмов. Перенос электронов с помощью ФНР является лимитирующей стадией в процессе фотосинтеза, поэтому пластидные ФНР в растениях эволюционировали в высокоэффективные. Эти пластидные ФНР  в 20-100 раз более активные, чем бактериальные ФНР. Эта высокая каталитическая эффективность переноса электронов от ФАД к НАДФ связана со структурными изменениями в активном центре, которые уменьшают расстояние между N5 в ФАД и С4 в НАДФ(+).
Пластидные ФНР растений также эволюционно приобрели высокую степень субстратной специфичности для НАДФ(+), чем для НАД(+); анализ аминокислотных мутаций показал, что концевой тирозиновый остаток в пластидных ФНР играет ключевую роль в этой субстратной специфичности. В отличие от них, некоторые нефотосинтетические ФНР не связывают НАДФ(+) преимущественно и у них отсутствует этот тирозиновый остаток.

## Мишень для терапии протозойных инфекций человека
Фермент рассматривается в качестве возможных мишеней для терапии некоторых распространенных протозойных заболеваний человека, вызванных облигатными внутриклеточными паразитами из типа Апикомплексы (Apicomplexa).
Для Апикомплексов характерно наличие особых органелл - апикопластов. Апикопласты возникли в результате симбиогенеза предка паразита с водорослью. Поэтому в апикопласте содержится ФНР растительного типа, которая используется для восстановления ферредоксина, являющегося важным донором электронов во многих метаболических путях. В то же время у человека отсутствуют белки близкие растительным ФНР, что делает их перспективными мишенями для лекарственной терапи.
К настоящему времени секвенированы гены ФНР из двух основных представителей апикомплексов, поражающих людей: Plasmodium falciparum (возбудитель малярии) и Toxoplasma gondii (возбудитель токсоплазмоза). Ведутся работы по поиску препаратов, подавляющих ФНР этих паразитов.

## Дополнительно
- Isolation from adrenal cortex of a nonheme iron protein and a flavoprotein functional as a reduced triphosphopyridine nucleotide-cytochrome P-450 reductase (англ.) // Archives of Biochemistry and Biophysics[англ.] : journal. — Elsevier, 1966. — Vol. 117. — P. 660—673. — doi:10.1016/0003-9861(66)90108-1.
- Crystallization of ferredoxin-TPN reductase and its role in the photosynthetic apparatus of chloroplasts (англ.) // Biochem. Z.[англ.] : journal. — 1963. — Vol. 338. — P. 84—96. — PMID 14087348.